# Haardstel

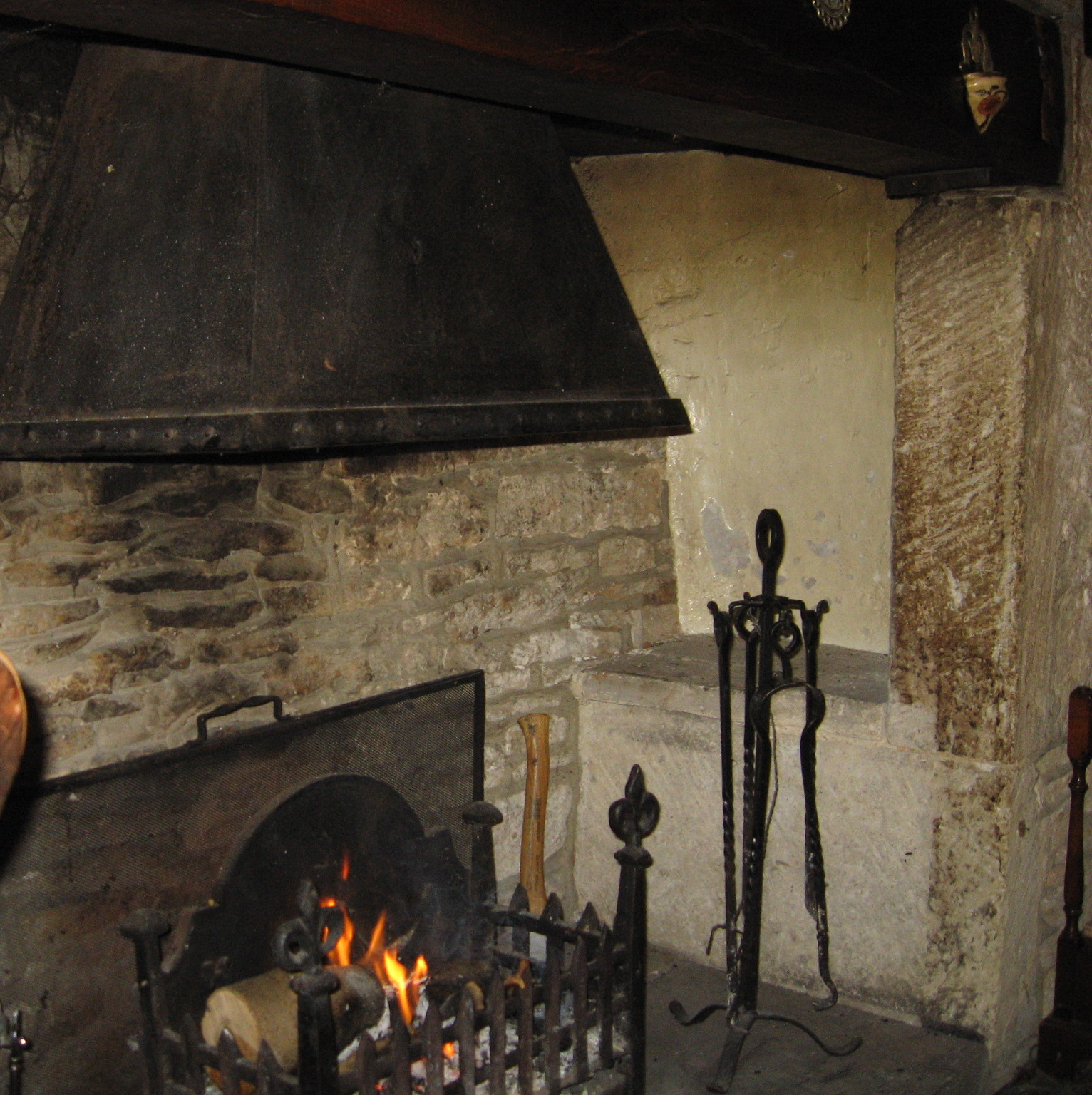
Engels haardstel bij 17e-eeuwse open haard

Een haardstel is een set van enkele gereedschappen die nodig zijn om een kolenkachel of houtkachel mee te bedienen.
Een haardstel bestaat gewoonlijk uit een vuurtang, een pook, een asblik en een veger, alsmede een metalen rekje om deze voorwerpen in te plaatsen. Het haardstel bevindt gewoonlijk naast de haard.
- Een vuurtang, meestal van ijzer gemaakt, is aan de uiteinden van de bek meestal afgeplat. Hiermee kunnen stukken hout of steenkool worden beetgepakt en verplaatst.
- Een pook (ook: haardijzer of porijzer) is een metalen staaf met handvat, bedoeld om het vuur mee op te rakelen. Hiermee wordt ook het (hete) deurtje aan de voorzijde of een dekring aan de bovenkant geopend om brandstof toe te voeren.
- Het asblik en de veger zijn bedoeld om de ruimte nabij de kachel of haard asvrij te houden.

Tot het overige gereedschap voor het stoken met een kolenkachel behoort een kolenkit en een kleine handschep voor kolen.
Bij gebruik van een open haard kan een blaasbalg gebruikt worden om het vuur aan te wakkeren en een vuurrooster van fijn gaas om springende vonken tegen te houden. Ook zal men naast een vuurplek af en toe een bijl aantreffen, hoewel het niet gebruikelijk is binnenshuis hout te hakken.